# Lola Ray
Lola Ray es una banda de indie rock de Brooklyn, Nueva York. Se formó cuando john balicanta (vocalista y guitarrista de la banda) volvió a reunir a su banda de la escuela para grabar un demo para RCA Records.

## Biografía
John Balicanta (cantante / guitarra), Brian Spina (guitarra) y James McIvor (bajo) han sido amigos desde el séptimo grado. Crecieron juntos en el sur de California donde tocaron en una banda hasta que terminó la escuela secundaria y se fueron por caminos separados para la universidad. John se mudó a Nueva York para asistir a la NYU y comenzó a desarrollar su composición. Se tomó su trabajo en solitario a un estudio de Nueva York. y entonces nació el álbum debut de lola ray "I Don't Know You". John encontró a Alex Smolinski, un baterista de Nueva York con un montón de experiencia. y pronto James y Brian se mudaron a Nueva York para completar a Lola Ray. La banda firmó rápidamente con DC Flag, un pequeño sello de Epic Records. Una vez firmada, la banda tomó la carretera y comienza una larga serie de giras, abriendo para Good Charlotte, The Killers, Sum 41, Jet, Hawthorne Heights y Phantom Planet. Alrededor de ese tiempo Lola Ray también apareció en "advertencia previa" de MTV y estaban también en la red de fusionarse con su video para su sencillo "Automatic Girl".

## Salida de James McIvor
Brian Spina (guitarra) dijo en la página web de lola ray: 

Me pone triste poner este anuncio sobre la salida de James de la familia de Lola Ray. James realmente dejó la banda en octubre y hemos tomado un par de meses de descanso de las giras para hacer frente a su partida y para encontrar un nuevo bajista. La separacion fue completamente amistosa y estamos felices de que todos nos hemos mantenido amigos a través de su salida. Su decisión de abandonar no se basó en la infelicidad con la banda, sino más bien en su vocación, su intencion es volver a la universidad. James es un hombre muy inteligente y le deseamos lo mejor en sus futuras actividades académicas. La partida de James fue un duro golpe para John y para mi, ya que era de gran valor a la banda y es un gran amigo nuestro. Hemos decidido continuar con Lola Ray con una renovada pasión y la unidad de nuestra música y carrera, pero siempre atentos para asegurarnos de que el espíritu que James trajo a nuestra banda no será olvidado."
Brian Spina.

## Lanzamientos
Lola Ray firmó con el sello discográfico de Good Charlotte DC Flag y abrió a la banda en una gira a nivel nacional. Su video musical de su primer sencillo, "Automatic Girl" fue puesto al aire en Fuse y en MTV2. También fue utilizado en el videojuego NHL 2005
En 2006 Lola Ray lanzó su segundo álbum, "Liars", a través de Red Int/Red Ink. James y Alex han dejado la banda y se han sustituido ya que la banda continúa de gira. Post-Lola Ray. y James McIvor está llevando a cabo un doctorado en Matemáticas en la Universidad de Berkeley.

## Discografía

### Álbum de Estudio
I Don't Know You (2004)

### Sencillos
- Automatic Girl (2004)
- Time Is Industry (2004)
- What It Feels Like (2004)
- Our Brown Friends (2004)
- Plague: We Need No Victims (2004)
- She's a Tiger (2004)
- Charlit Movie Star (2004)
- Preach On (2004)
- One by One (2004)
- Slave (2004)
- Astronaut (2004)

Liars (2006)
- Officer & A Gentleman (2006)
- I Will Make You Mine (2006)
- We're Not Having Any Fun (2006)
- Quiet Voices (2006)
- Beautiful Boy (2006)
- The Way We Argue (2006)
- Crumble (2006)
- Great Divide (2006)
- This House (2006)
- Wolves (2006)
- Attraction (2006)